# Liga bałtycka w piłce siatkowej mężczyzn (2021/2022)
Liga bałtycka w piłce siatkowej mężczyzn 2021/2022 (oficjalna nazwa ze względów sponsorskich: ang. Credit24 Champions League 2021/2022, est. Credit24 Meistriliiga 2021/2022, łot. Credit24 Meistarlīga 2021/2022, lit. Credit24 Čempionų lyga 2021/2022) − 17. sezon ligi bałtyckiej zorganizowany wspólnie przez Estoński, Litewski i Łotewski Związek Piłki Siatkowej. Zainaugurowany został 3 października 2021 roku.
Do rozgrywek zgłosiło się dziewięć klubów: cztery z Estonii, cztery z Łotwy i jeden z Litwy.
Liga bałtycka składała się z fazy zasadniczej oraz fazy play-off. W fazie zasadniczej drużyny rozegrały między sobą po dwa spotkania systemem kołowym. Osiem najlepszych awansowało do fazy play-off. Faza play-off składała się z ćwierćfinałów i turnieju finałowego, w ramach którego odbyły się półfinały, mecz o 3. miejsce i finał. W ćwierćfinałach rywalizacja toczyła się do dwóch wygranych meczów.
Turniej finałowy odbył się w dniach 25-26 lutego 2022 roku w hali sportowej A Le Coq Sport (A Le Coq Sport spordimaja) w Tartu. Po raz czwarty mistrzem ligi bałtyckiej został estoński klub Bigbank Tartu, który w finale pokonał TalTech. Trzecie miejsce zajął Pärnu VK. MVP ligi bałtyckiej wybrany został Kert Toobal.

## System rozgrywek
Liga bałtycka w sezonie 2021/2022 składała się z fazy zasadniczej oraz fazy play-off obejmującej ćwierćfinały i turniej finałowy.

### Faza zasadnicza
W fazie zasadniczej 9 drużyn rozegrało ze sobą po dwa spotkania systemem kołowym (mecz u siebie i rewanż na wyjeździe). Do fazy play-off awansowało 8 najlepszych zespołów.

### Faza play-off
Ćwierćfinały

Ćwierćfinałowe pary zostały utworzone na podstawie miejsc zajętych przez poszczególne drużyny w fazie zasadniczej według klucza: 1-8; 2-7; 3-6; 4-5. Rywalizacja toczyła się do dwóch zwycięstw. Gospodarzem pierwszego meczu była drużyna, która w fazie zasadniczej zajęła niższe miejsce w tabeli, natomiast drugiego i trzeciego – drużyna, która w fazie zasadniczej zajęła wyższe miejsce.
Zespoły, które przegrały rywalizację w parach ćwierćfinałowych, w klasyfikacji końcowej zajęły odpowiednio miejsca 5-8 zgodnie z tabelą fazy zasadniczej.
Turniej finałowy

W ramach turnieju finałowego rozegrane zostały w formie jednego spotkania półfinały, mecz o 3. miejsce oraz finał.
W półfinałach uczestniczyli zwycięzcy w parach ćwierćfinałowych. Pary półfinałowe powstały na podstawie miejsc z fazy zasadniczej, tj. pierwszą parę utworzyła drużyna, która w fazie zasadniczej zajęła najwyższe miejsce spośród drużyn uczestniczących w półfinałach oraz ta, która zajęła najniższe miejsce, drugą parę – dwa pozostałe zespoły.
O brązowy medal grali przegrani w parach półfinałowych, natomiast o mistrzowski tytuł – zwycięzcy w tych parach.

## Drużyny uczestniczące
| | Credit24 Meistriliiga 2020/2021  |   |
| --- | -------------------------------- | - |
| SEL | Selver Tallinn                   | 1 |
| JĒK | SK Jēkabpils Lūši                | 3 |
| TRT | Bigbank Tartu                    | 4 |
| RTU | RTU Robežsardze/Jūrmala          | 5 |
| PÄR | Pärnu VK                         | 6 |
| TTE | TalTech                          | 7 |
| AMB | Amber-Arlanga Gorżdy             | 8 |
| DU/E | Daugavpils Universitāte/Ezerzeme | — |
| BIO | VK Biolars Jełgawa               | — |
| Oznaczenia: - kolumna pierwsza – skróty nazw drużyn wpisane na mapie (jeśli ta została zamieszczona), - kolumna trzecia – miejsce zajęte przez daną drużynę w poprzednim sezonie. |                                  |   |

## Faza zasadnicza

### Tabela wyników
| Gospodarz \ Gość1                | SEL | JĒK | TRT | RTU | PÄR | TTE | AMB | DU/E | BIO |
| -------------------------------- | --- | --- | --- | --- | --- | --- | --- | ---- | --- |
| Selver Tallinn                   | -   | 3:0 | 3:2 | 3:0 | 3:1 | 1:3 | 3:0 | 3:0  | 3:0 |
| SK Jēkabpils Lūši                | 3:1 | -   | 0:3 | 2:3 | 1:3 | 0:3 | 3:0 | 3:1  | 3:1 |
| Bigbank Tartu                    | 3:1 | 3:0 | -   | 3:0 | 3:0 | 3:1 | 3:1 | 3:0  | 3:0 |
| RTU Robežsardze/Jūrmala          | 3:2 | 3:0 | 0:3 | -   | 0:3 | 0:3 | 2:3 | 3:0  | 3:0 |
| Pärnu VK                         | 3:0 | 3:0 | 0:3 | 3:0 | -   | 1:3 | 3:1 | 3:2  | 3:0 |
| TalTech                          | 3:0 | 3:0 | 1:3 | 3:2 | 0:3 | -   | 2:3 | 3:1  | 3:1 |
| Amber-Arlanga Gorżdy             | 0:3 | 3:0 | 0:3 | 3:1 | 3:0 | 0:3 | -   | 3:0  | 3:0 |
| Daugavpils Universitāte/Ezerzeme | 3:2 | 1:3 | 0:3 | 3:1 | 3:1 | 0:3 | 1:3 | -    | 3:1 |
| VK Biolars Jelgava/MSĢ           | 1:3 | 0:3 | 0:3 | 0:3 | 2:3 | 0:3 | 0:3 | 3:1  | -   |

Źródło: Credit24 Meistriliiga – Data Project (ang.) / Credit24 Meistriliiga (est.)
1 Drużyna gospodarzy jest wymieniona po lewej stronie tabeli.
Kolory:
  zwycięstwo gospodarzy 3:0 lub 3:1
  zwycięstwo gospodarzy 3:2
  zwycięstwo gości 3:0 lub 3:1
  zwycięstwo gości 3:2

### Tabela
| Lp. | Drużyna                          | Pkt | Mecze | Mecze | Mecze | Rodzaj wyniku | Rodzaj wyniku | Rodzaj wyniku | Rodzaj wyniku | Rodzaj wyniku | Rodzaj wyniku | Sety | Sety | Sety  | Małe punkty | Małe punkty | Małe punkty |
| Lp. | Drużyna                          | Pkt | M     | W     | P     | 3:0           | 3:1           | 3:2           | 2:3           | 1:3           | 0:3           | wyg. | prz. | stos. | zdob.       | str.        | stos.       |
| --- | -------------------------------- | --- | ----- | ----- | ----- | ------------- | ------------- | ------------- | ------------- | ------------- | ------------- | ---- | ---- | ----- | ----------- | ----------- | ----------- |
| 1   | Bigbank Tartu                    | 46  | 16    | 15    | 1     | 11            | 4             | 0             | 1             | 0             | 0             | 47   | 7    | 6.71  | 1319        | 1027        | 1.28        |
| 2   | TalTech                          | 36  | 16    | 12    | 4     | 7             | 4             | 1             | 1             | 2             | 1             | 40   | 18   | 2.22  | 1341        | 1193        | 1.12        |
| 3   | Pärnu VK                         | 28  | 16    | 10    | 6     | 6             | 2             | 2             | 0             | 3             | 3             | 33   | 24   | 1.38  | 1274        | 1210        | 1.05        |
| 4   | Selver Tallinn                   | 28  | 16    | 9     | 7     | 6             | 2             | 1             | 2             | 3             | 2             | 34   | 25   | 1.36  | 1329        | 1285        | 1.03        |
| 5   | Amber-Arlanga Gorżdy             | 25  | 16    | 9     | 7     | 5             | 2             | 2             | 0             | 2             | 5             | 29   | 27   | 1.07  | 1286        | 1216        | 1.06        |
| 6   | SK Jēkabpils Lūši                | 19  | 16    | 6     | 10    | 2             | 4             | 0             | 1             | 1             | 8             | 21   | 34   | 0.62  | 1144        | 1259        | 0.91        |
| 7   | RTU Robežsardze/Jūrmala          | 18  | 16    | 6     | 10    | 4             | 0             | 2             | 2             | 2             | 6             | 24   | 34   | 0.71  | 1254        | 1312        | 0.96        |
| 8   | Daugavpils Universitāte/Ezerzeme | 12  | 16    | 4     | 12    | 0             | 3             | 1             | 1             | 5             | 6             | 19   | 41   | 0.46  | 1268        | 1410        | 0.9         |
| 9   | VK Biolars Jelgava/MSĢ           | 4   | 16    | 1     | 15    | 0             | 1             | 0             | 1             | 4             | 10            | 9    | 46   | 0.2   | 1046        | 1349        | 0.78        |

Źródło: Credit24 Meistriliiga – Data Project (ang.) / Credit24 Meistriliiga (est.)
Punktacja: 3:0 i 3:1 – 3 pkt; 3:2 – 2 pkt; 2:3 – 1 pkt; 1:3 i 0:3 – 0 pkt
Zasady ustalania kolejności: 1. liczba punktów; 2. liczba zwycięstw; 3. stosunek setów; 4. stosunek małych punktów; 5. bilans w bezpośrednich meczach
     Faza play-off

## Faza play-off

### Drabinka
|  |              |                                  |              |                      |              |   |   |               |           |           |  |  |        |        |        |
|  | Ćwierćfinały | Ćwierćfinały                     | Ćwierćfinały | Ćwierćfinały         | Ćwierćfinały |   |   | Półfinały     | Półfinały | Półfinały |  |  | Finały | Finały | Finały |
|  | Ćwierćfinały | Ćwierćfinały                     | Ćwierćfinały | Ćwierćfinały         | Ćwierćfinały |   |   | Półfinały     | Półfinały | Półfinały |  |  | Finały | Finały | Finały |
|  |              |                                  |              |                      |              |   |   |               |           |           |  |  |        |        |        |
|  |              |                                  |              |                      |              |   |   |               |           |           |  |  |        |        |        |
|  | 1            | Bigbank Tartu                    | 3            | 3                    |              |   |   |               |           |           |  |  |        |        |        |
|  | 1            | Bigbank Tartu                    | 3            | 3                    |              |   |   |               |           |           |  |  |        |        |        |
|  | 8            | Daugavpils Universitāte/Ezerzeme | 1            | 0                    |              |   |   |               |           |           |  |  |        |        |        |
|  | 8            | Daugavpils Universitāte/Ezerzeme | 1            | 0                    |              |   | 1 | Bigbank Tartu | 3         |           |  |  |        |        |        |
|  |              |                                  |              |                      |              |   | 1 | Bigbank Tartu | 3         |           |  |  |        |        |        |
|  |              |                                  | 5            | Amber-Arlanga Gorżdy | 0            |   |   |               |           |           |  |  |        |        |        |
|  | 4            | Selver Tallinn                   | 5            | Amber-Arlanga Gorżdy | 0            | 0 | 2 |               |           |           |  |  |        |        |        |
|  | 4            | Selver Tallinn                   |              |                      |              |   |   |               |           |           |  |  |        |        |        |
|  | 5            | Amber-Arlanga Gorżdy             | 3            | 3                    |              |   |   |               |           |           |  |  |        |        |        |
|  | 5            | Amber-Arlanga Gorżdy             | 3            | 3                    |              |   | 1 | Bigbank Tartu | 3         |           |  |  |        |        |        |
|  |              |                                  |              |                      |              |   |   |               |           |           |  |  |        |        |        |
|  |              |                                  | 2            | TalTech              | 0            |   |   |               |           |           |  |  |        |        |        |
|  | 3            | Pärnu VK                         | 2            | TalTech              | 0            | 3 | 3 |               |           |           |  |  |        |        |        |
|  | 3            | Pärnu VK                         |              |                      |              |   |   |               |           |           |  |  |        |        |        |
|  | 6            | SK Jēkabpils Lūši                | 1            | 2                    |              |   |   |               |           |           |  |  |        |        |        |
|  | 6            | SK Jēkabpils Lūši                | 1            | 2                    |              |   | 2 | TalTech       | 3         |           |  |  |        |        |        |
|  |              |                                  |              |                      |              |   | 2 | TalTech       | 3         |           |  |  |        |        |        |
|  |              |                                  | 3            | Pärnu VK             | 0            |   |   |               |           |           |  |  |        |        |        |
|  | 2            | TalTech                          | 3            | Pärnu VK             | 0            | 3 | 3 |               |           |           |  |  |        |        |        |
|  | 2            | TalTech                          |              |                      |              |   |   |               |           |           |  |  |        |        |        |
|  | 7            | RTU Robežsardze/Jūrmala          | 1            | 2                    |              |   |   |               |           |           |  |  |        |        |        |
|  | 7            | RTU Robežsardze/Jūrmala          | 1            | 2                    |              |   |   |               |           |           |  |  |        |        |        |

### Ćwierćfinały
(do dwóch zwycięstw)
| Data               | Godz.              | Gospodarz                        | Rezultat                                | Gość                                 | Widzów                               |
| ------------------ | ------------------ | -------------------------------- | --------------------------------------- | ------------------------------------ | ------------------------------------ |
| Bigbank Tartu (1)  | Bigbank Tartu (1)  | Bigbank Tartu (1)                | 2 – 0                                   | (8) Daugavpils Universitāte/Ezerzeme | (8) Daugavpils Universitāte/Ezerzeme |
| 16.02.2022         | 19:00              | Daugavpils Universitāte/Ezerzeme | 1:3 (18:25, 16:25, 27:25, 12:25)        | Bigbank Tartu                        | 57                                   |
| 19.02.2022         | 17:00              | Bigbank Tartu                    | 3:0 (25:10, 25:14, 25:14)               | Daugavpils Universitāte/Ezerzeme     | 65                                   |
| TalTech (2)        | TalTech (2)        | TalTech (2)                      | 2 – 0                                   | (7) RTU Robežsardze/Jūrmala          | (7) RTU Robežsardze/Jūrmala          |
| 16.02.2022         | 19:30              | RTU Robežsardze/Jūrmala          | 1:3 (25:23, 22:25, 19:25, 27:29)        | TalTech                              | 50                                   |
| 19.02.2022         | 20:00              | TalTech                          | 3:2 (22:25, 25:20, 25:20, 23:25, 18:16) | RTU Robežsardze/Jūrmala              | 60                                   |
| Pärnu VK (3)       | Pärnu VK (3)       | Pärnu VK (3)                     | 2 – 0                                   | (6) SK Jēkabpils Lūši                | (6) SK Jēkabpils Lūši                |
| 16.02.2022         | 19:00              | SK Jēkabpils Lūši                | 1:3 (19:25, 21:25, 25:22, 23:25)        | Pärnu VK                             | 180                                  |
| 19.02.2022         | 16:00              | Pärnu VK                         | 3:2 (23:25, 25:21, 20:25, 25:20, 15:7)  | SK Jēkabpils Lūši                    | 117                                  |
| Selver Tallinn (4) | Selver Tallinn (4) | Selver Tallinn (4)               | 2 – 0                                   | (5) Amber-Arlanga Gorżdy             | (5) Amber-Arlanga Gorżdy             |
| 16.02.2022         | 13:00              | Amber-Arlanga Gorżdy             | 3:0 (25:22, 25:16, 25:21)               | Selver Tallinn                       | 110                                  |
| 19.02.2022         | 18:00              | Selver Tallinn                   | 2:3 (25:22, 18:25, 22:25, 25:21, 12:15) | Amber-Arlanga Gorżdy                 | 100                                  |

### Turniej finałowy
Miejsce: A Le Coq Sport spordimaja,  Tartu

#### Półfinały
| Data       | Godz. | Gospodarz     | Rezultat                  | Gość                 | Widzów |
| ---------- | ----- | ------------- | ------------------------- | -------------------- | ------ |
| 25.02.2022 | 17:00 | TalTech       | 3:0 (25:21, 25:22, 25:19) | Pärnu VK             | 105    |
| 25.02.2022 | 20:00 | Bigbank Tartu | 3:0 (25:18, 25:18, 25:15) | Amber-Arlanga Gorżdy | 250    |

#### Mecz o 3. miejsce
| Data       | Godz. | Gospodarz | Rezultat                                | Gość                 | Widzów |
| ---------- | ----- | --------- | --------------------------------------- | -------------------- | ------ |
| 26.02.2022 | 15:00 | Pärnu VK  | 3:2 (25:27, 22:25, 25:14, 25:14, 15:10) | Amber-Arlanga Gorżdy | 200    |

#### Finał
| Data       | Godz. | Gospodarz     | Rezultat                  | Gość    | Widzów |
| ---------- | ----- | ------------- | ------------------------- | ------- | ------ |
| 26.02.2022 | 18:00 | Bigbank Tartu | 3:0 (25:21, 25:16, 25:20) | TalTech | 500    |

## Klasyfikacja końcowa
| Poz. | Drużyna                          |
| ---- | -------------------------------- |
| 1.   | Bigbank Tartu                    |
| 2.   | TalTech                          |
| 3.   | Pärnu VK                         |
| 4.   | Amber-Arlanga Gorżdy             |
| 5.   | Selver Tallinn                   |
| 6.   | SK Jēkabpils Lūši                |
| 7.   | RTU Robežsardze/Jūrmala          |
| 8.   | Daugavpils Universitāte/Ezerzeme |
| 9.   | VK Biolars Jelgava/MSĢ           |

## Nagrody indywidualne
| Nagroda                | Zawodnik                              |
| ---------------------- | ------------------------------------- |
| MVP                    | Kert Toobal (Bigbank Tartu)           |
| Najlepszy rozgrywający | Dmytro Szłomin (Amber-Arlanga Gorżdy) |
| Najlepszy atakujący    | Valentin Kordas (Bigbank Tartu)       |
| Najlepsi przyjmujący   | Albert Hurt (Bigbank Tartu)           |
| Najlepsi przyjmujący   | Kevin Saar (TalTech)                  |
| Najlepsi środkowi      | Toms Švans (Pärnu VK)                 |
| Najlepsi środkowi      | Mihkel Tanila (TalTech)               |
| Najlepszy libero       | Silver Maar (Pärnu VK)                |